# Rubus taitoensis
Rubus taitoensis är en rosväxtart som beskrevs av Bunzo Hayata. Rubus taitoensis ingår i släktet rubusar, och familjen rosväxter. Utöver nominatformen finns också underarten R. t. aculeatiflorus.